# Teorema de Liouville-Arnold
En teoría de sistemas dinámicos, el teorema de Liouville-Arnold afirma que si en un sistema hamiltoniano con {\displaystyle n} grados de libertad se conocen también {\displaystyle n} integrales de movimiento que son independientes y en involución, entonces existe una transformación canónica a coordenadas de acción-ángulo en la que el hamiltoniano transformado depende solo de las coordenadas de acción mientras que las coordenadas de ángulo evolucionan linealmente en el tiempo. Así, las ecuaciones del movimiento para el sistema pueden resolverse por cuadraturas si se conoce explícitamente la transformación canónica. El teorema recibe su nombre de Joseph Liouville y Vladímir Arnold.